# Zach Sanford
Zachary Michael „Zach“ Sanford (* 9. November 1994 in Salem, Massachusetts) ist ein US-amerikanischer Eishockeyspieler, der seit Januar 2024 bei den Chicago Blackhawks aus der National Hockey League (NHL) unter Vertrag steht und parallel für deren Farmteam, die Rockford IceHogs, in der American Hockey League zum Einsatz kommt. Zuvor war der Center in der NHL bereits für die Washington Capitals, St. Louis Blues, Ottawa Senators, Winnipeg Jets und Nashville Predators aktiv. Mit den Blues gewann er im Jahr 2019 den Stanley Cup.

## Karriere
Sanford spielte nach Abschluss der High School mit Beginn der Saison 2012/13 in der Eastern Junior Hockey League beim Islanders Hockey Club. Nach der Spielzeit wurde der Stürmer im NHL Entry Draft 2013 in der zweiten Runde an 61. Stelle von den Washington Capitals aus der National Hockey League ausgewählt. Zunächst wechselte Sanford aber in die United States Hockey League, wo er ein Spieljahr bei den Waterloo Black Hawks absolvierte. Anschließend besuchte er vom Sommer 2014 an zwei Jahre lang das Boston College. Dort spielte er parallel für das traditionsreiche Eishockeyprogramm der Universität in der Hockey East, einer Division im Spielbetrieb der National Collegiate Athletic Association.
Mit der Unterzeichnung seines ersten Vertrags bei den Washington Capitals wechselte Sanford im Juli 2016 schließlich ins Profilager. Dort erhielt er zu Beginn der Saison 2016/17 auf Anhieb einen Platz im NHL-Kader des Hauptstadtklubs. Letztlich pendelte der Stürmer aber zwischen dem NHL-Kader und dem des Farmteams Hershey Bears aus der American Hockey League. Ende Februar 2017 wurde Sanford gemeinsam mit Brad Malone, einem Erstrunden-Wahlrecht im NHL Entry Draft 2017 sowie einem konditionalen Zweitrunden-Wahlrecht im NHL Entry Draft 2019 zu den St. Louis Blues transferiert. Im Gegenzug erhielten die Capitals Kevin Shattenkirk und den Torwart Pheonix Copley. Mit den Blues gewann Sanford im Jahr 2019 den Stanley Cup und etablierte sich im Verlauf in deren NHL-Aufgebot.
Im August 2021 verlängerte der US-Amerikaner seinen auslaufenden Vertrag um ein Jahr, wurde jedoch nur einen Monat später im Tausch für Logan Brown und ein konditionales Viertrunden-Wahlrecht im NHL Entry Draft 2022 an die Ottawa Senators abgegeben. In der kanadischen Hauptstadt wiederum war er nur bis März 2022 aktiv, als er zur Trade Deadline für ein Fünftrunden-Wahlrecht im Draft 2022 zu den Winnipeg Jets transferiert wurde. Dort beendete er die Saison und schloss sich in der Folge im Juli 2022 als Free Agent den Nashville Predators an, ebenso wie im Juli 2023 den Arizona Coyotes. Von dort wiederum gelangte er im Januar 2024 über den Waiver zu den Chicago Blackhawks.

## Erfolge und Auszeichnungen
- 2019 Stanley-Cup-Gewinn mit den St. Louis Blues

## Karrierestatistik
Stand: Ende der Saison 2023/24
(Legende zur Spielerstatistik: Sp oder GP = absolvierte Spiele; T oder G = erzielte Tore; V oder A = erzielte Assists; Pkt oder Pts = erzielte Scorerpunkte; SM oder PIM = erhaltene Strafminuten; +/− = Plus/Minus-Bilanz; PP = erzielte Überzahltore; SH = erzielte Unterzahltore; GW = erzielte Siegtore; 1 Play-downs/Relegation; Kursiv: Statistik nicht vollständig)